# Пиано, Ренцо
Ренцо Пиано (итал. Renzo Piano; род. 14 сентября 1937, Генуя, Королевство Италия) — итальянский архитектор, постмодернист.

## Общие сведения
Совместно с британцами Ричардом Роджерсом и Норманом Фостером считается основателем стиля хай-тек в архитектуре и градостроительстве. Сторонник инноваций, технологизма и прагматизма во всем. Самые известные и революционные его работы — Центр Помпиду (Париж, Франция), терминал аэропорта Kansai (Осака, Япония), Центр художника Пауля Клее (Берн, Швейцария), небоскреб «The Shard», «вертикальный город» (Лондон, Англия), генуэзский аквариум (Генуя, Италия), штаб-квартира газеты New York Times (Нью-Йорк, США), центр современного искусства и образования «Дом культуры ГЭС-2» (Москва, Россия).

## Биография
Ренцо Пиано родился в 1937 году в Генуе, в семье строителей. Его отец и братья развивали дело деда — небольшую строительную фирму Fratelli Piano. В 1964 году окончил Миланский технический университет, где учились многие представители итальянского и мирового дизайна. Именно техническое образование заложило основу его инженерного конструктивного мышления.
С 1965 по 1970 гг. стажировался у Луиса Кана в Филадельфии и у З. С. Маковски в Лондоне.
В течение многих лет сотрудничал с британским архитектором Ричардом Роджерсом и с инженером Питером Райсом.
В 1981 году основал Renzo Piano Building Workshop — международную архитектурную компанию с офисами в Париже и Генуе.

## Работы
Самым известным зданием, построенным по проекту Ренцо Пиано, считается парижский Центр Помпиду (1971—1977). Проект, разработанный Пиано совместно с Ричардом Роджерсом, был выбран из 680 претендентов. Это оригинальное строение в стиле хай-тек вызвало неоднозначную реакцию современников — многим оно казалось чересчур экстравагантным и антиэстетичным — однако со временем здание стало одной из визитных карточек Парижа.
В 1980-е годы Ренцо Пиано разрабатывал масштабные проекты реконструкции промышленных зон Парижа, Милана и Турина.
В 1997 году построил здание для амстердамского музея NEMO.
Спроектировал Культурный центр имени Жана-Мари Тжибау в Нумеа (Новая Каледония).
Возглавлял проектирование международного аэропорта Кансай в Осаке (1994) и гигантского Музыкального парка в Риме (2002).
По его проекту построен Центр Пауля Клее в Берне (2005).
Спроектировал здание Нью-Йорк-Таймс-билдинг (2007).
В 2012 году по проекту Пиано был возведён лондонский небоскрёб The Shard.
В 2013 году был открыт восстановленный по проекту Пиано театр в Валлетте.
В 2017 году в Афинах открылся спроектированный Пиано Культурный центр имени Ставроса Ниархоса, получивший название «новый Акрополь».
С 2017 года работал над созданием уникального образовательного и арт-центра в Москве. Заказчиком выступил фонд развития современного искусства V-A-C, принадлежащий российскому бизнесмену и меценату Леониду Михельсону. В августе 2021 года объект «Дом культуры ГЭС-2» был сдан в эксплуатацию. Проект, по признанию Ренцо, стал уникальным и для России, и для мирового, и для его собственного опыта, но и предельно трудоёмким. Нужно было не просто создать нечто современное, технологичное и креативное, но при этом полностью сохранить историю места в идейном и бытийном плане:
«В этом проекте я вижу не просто формальную архитектурную задачу, а создание территории для москвичей, где они будут встречать друг друга и понимать, что их объединяют общие ценности. Это может быть любовь к еде, немецкой музыке или современному искусству… Я хочу вырастить в центре Москвы новый лес. У леса, как может показаться, нет особенно полезной функции — он просто дарит красоту, а красота иногда способна изменить мир».
В 2020 году в Генуе открыт был мост, построенный по проекту Ренцо, вместо рухнувшей в 2018 году старой конструкции.

## Награды и признание
В 1995 году архитектор был удостоен Императорской премии; в 1998 — престижной Притцкеровской премии.
Ренцо Пиано награждён орденом «За заслуги перед Итальянской Республикой», орденом Почётного легиона, медалью «За вклад в развитие культуры и искусства».
В 2006 году Ренцо Пиано вошёл в список 100 самых влиятельных людей мира по версии журнала Time.
В 2008 году получил Премию Соннинга. Стал кавалером Золотой медали Американского института архитектуры.
С 2013 года является пожизненным сенатором Италии.

## Галерея

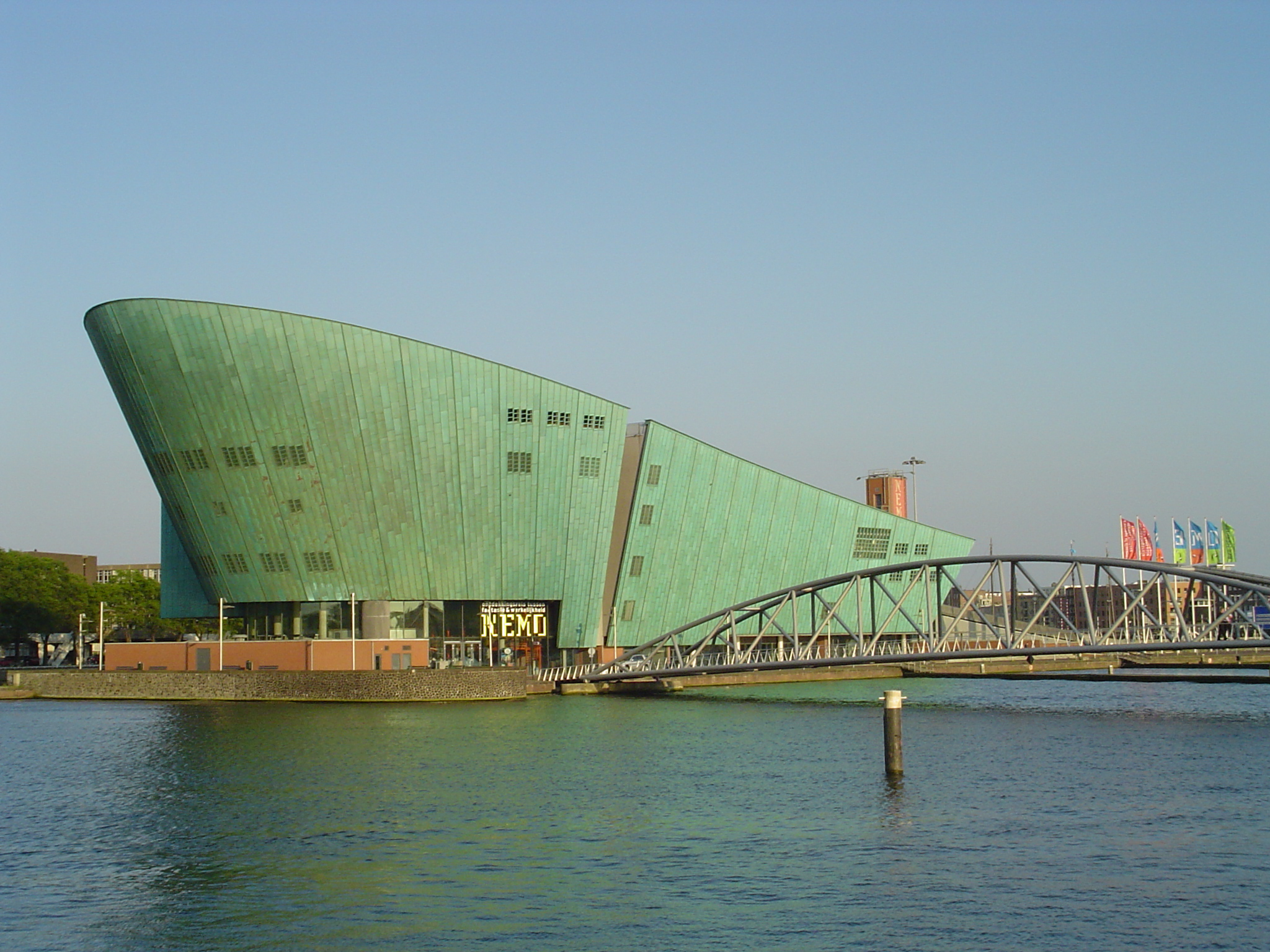
Музей NEMO, Амстердам (1995-97).
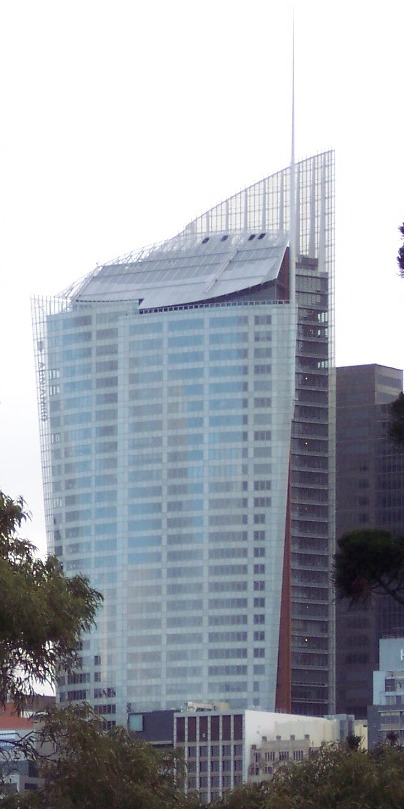
Небоскрёб Aurora Place в Сиднее (2000).
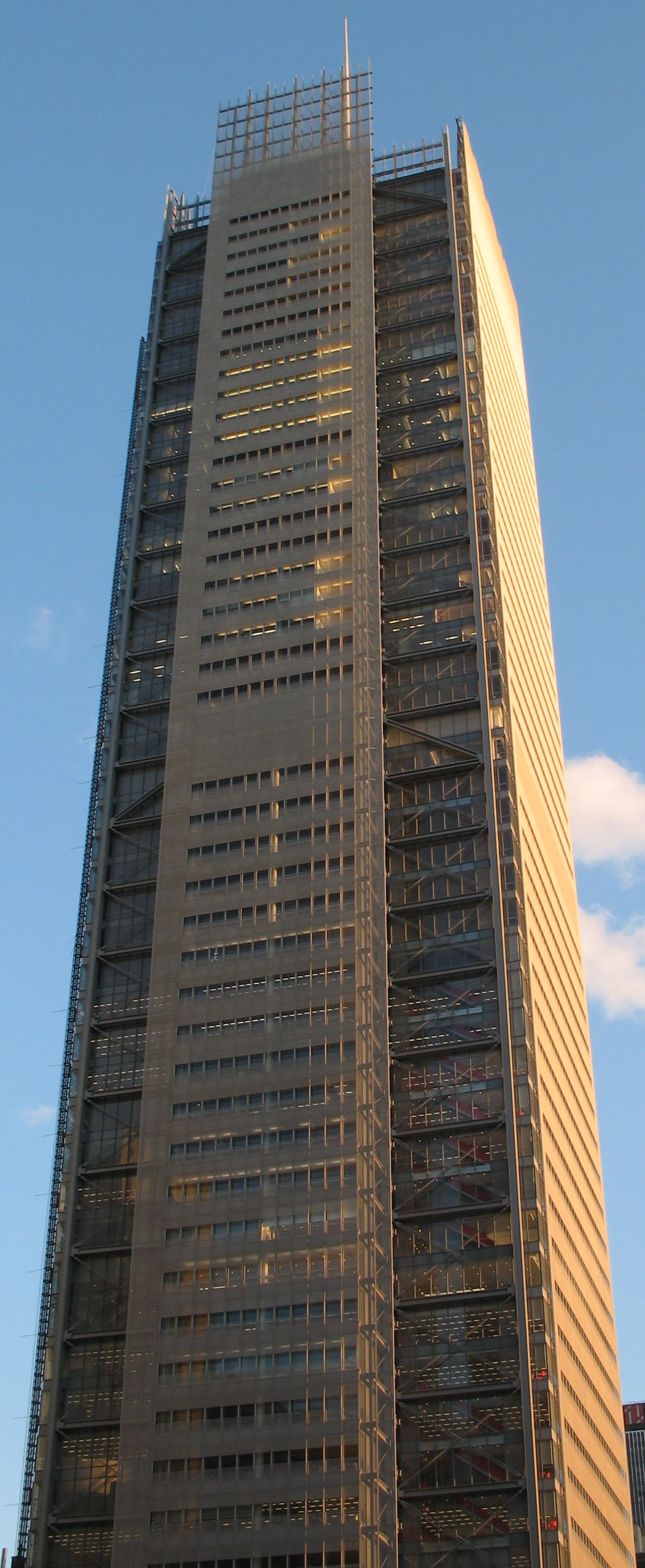
Штаб-квартира «Нью-Йорк Таймс» (2005).
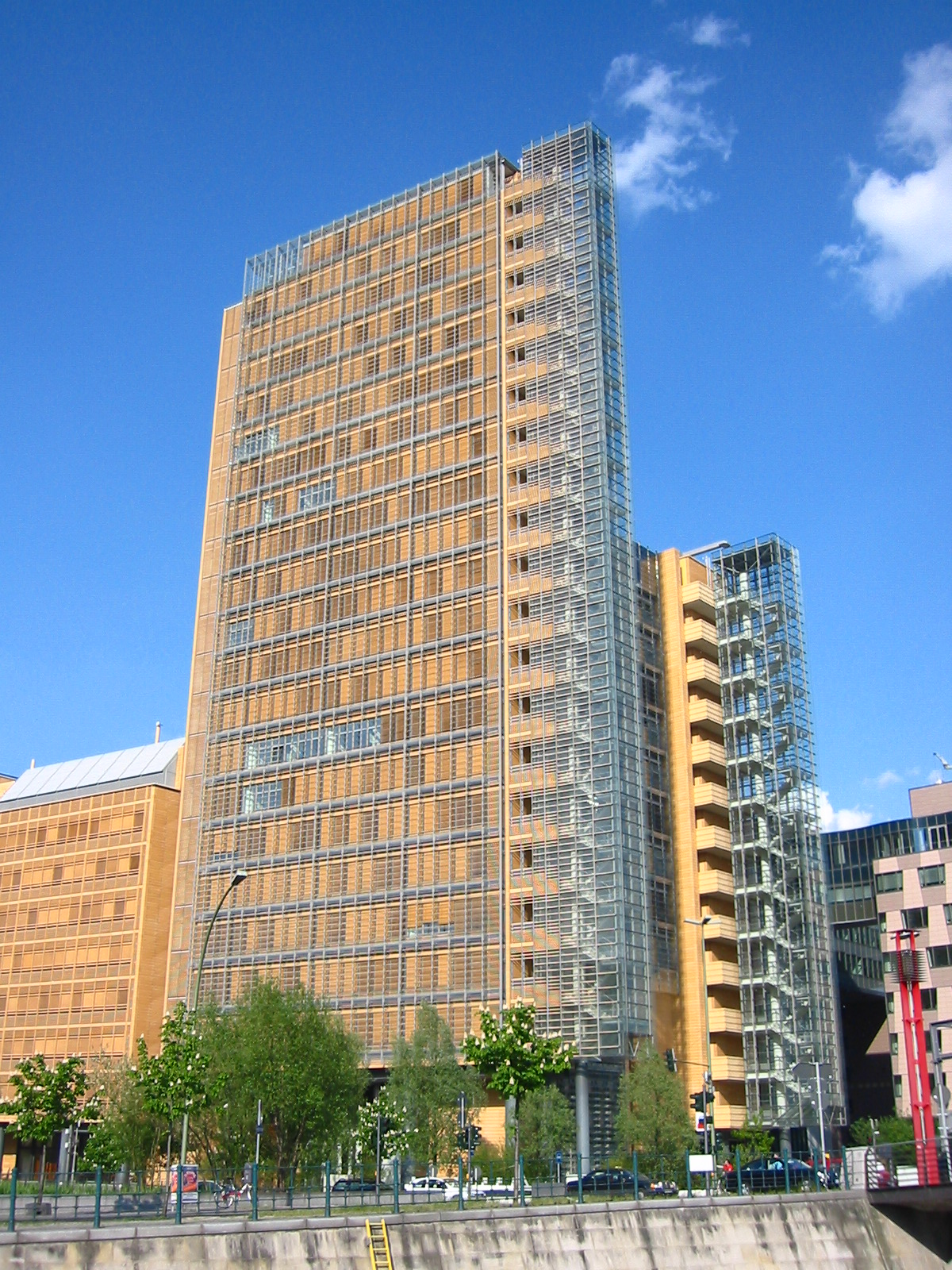
Берлин
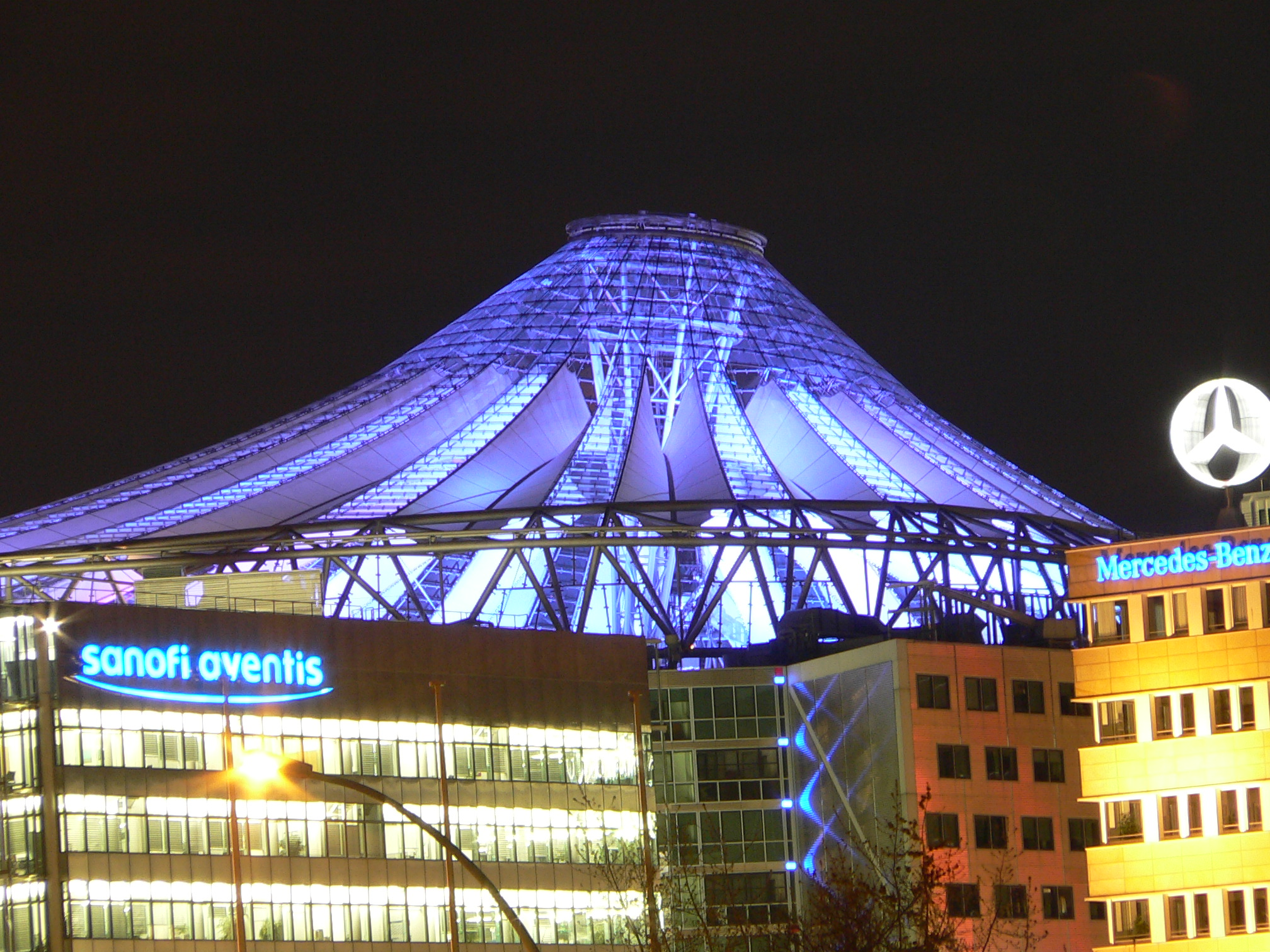
Берлин
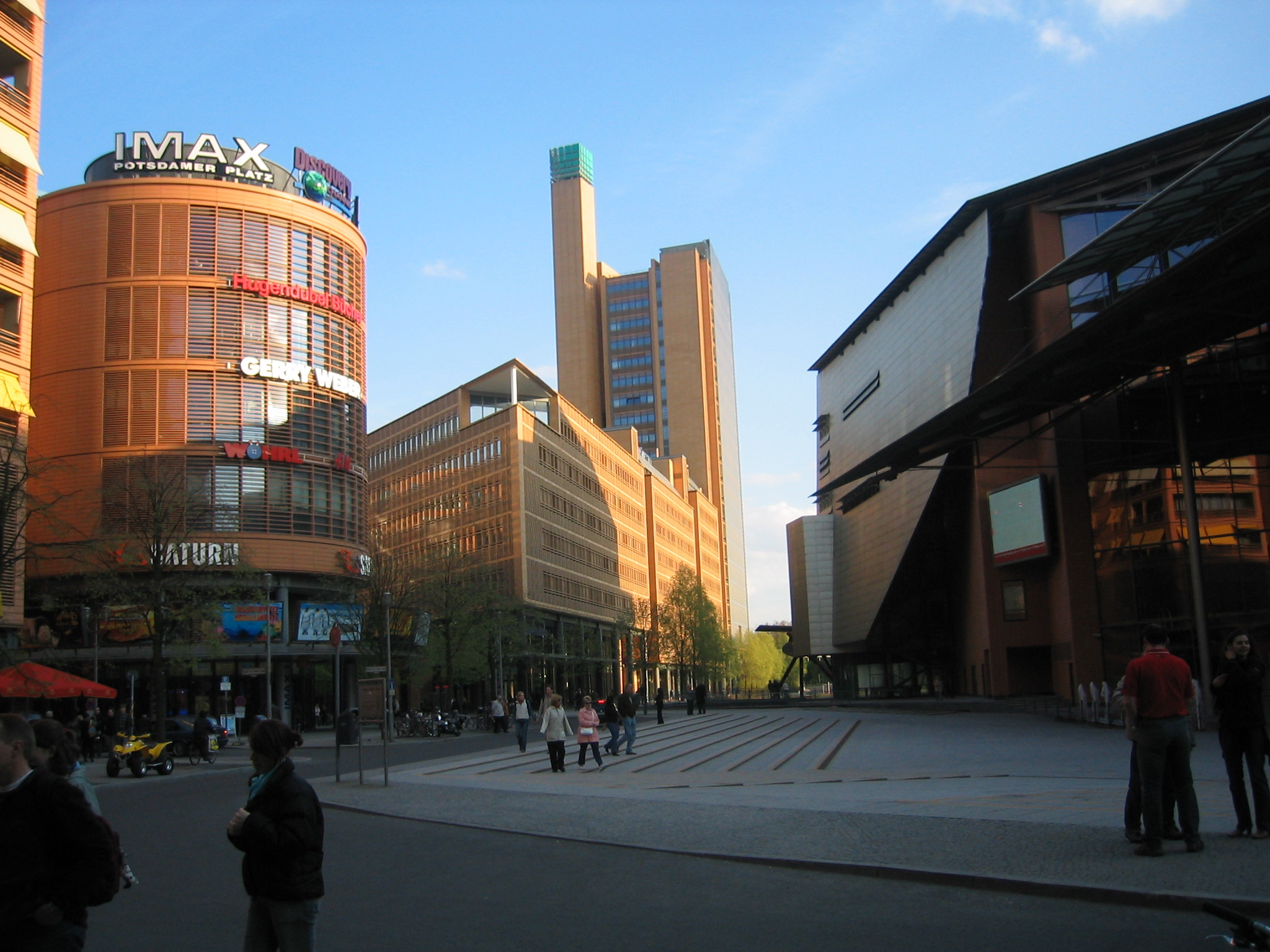
Берлин
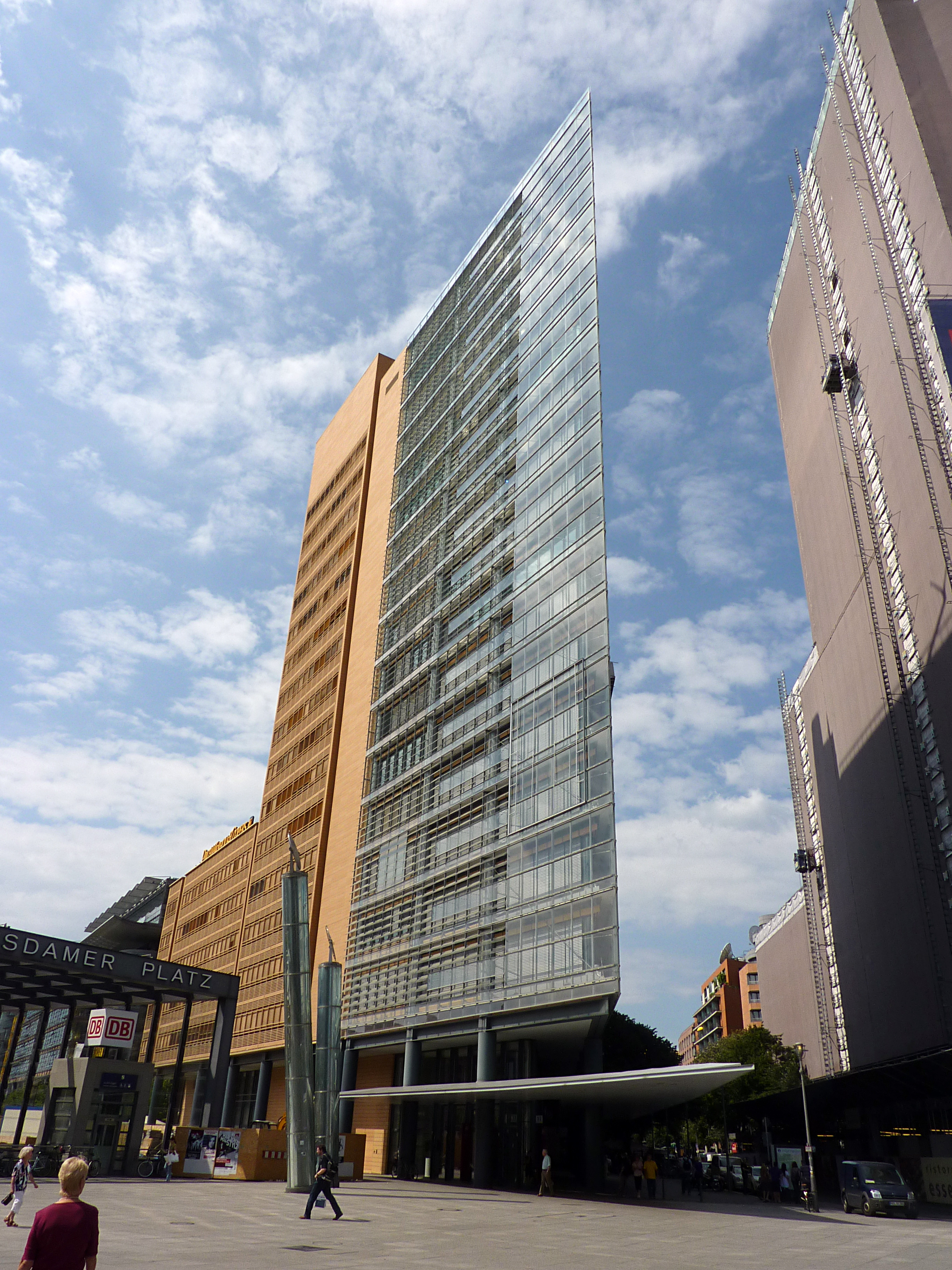
Берлин
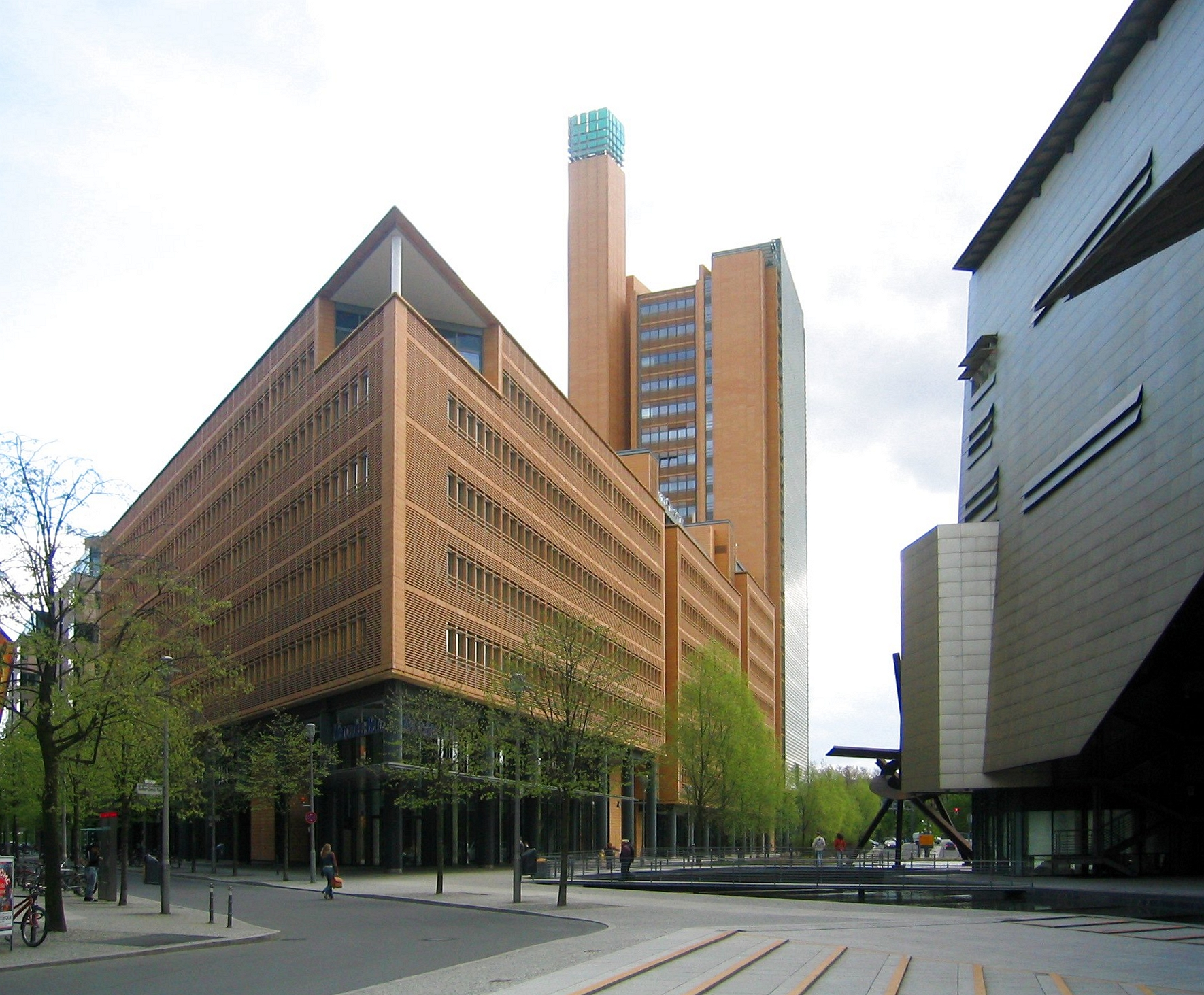
Берлин
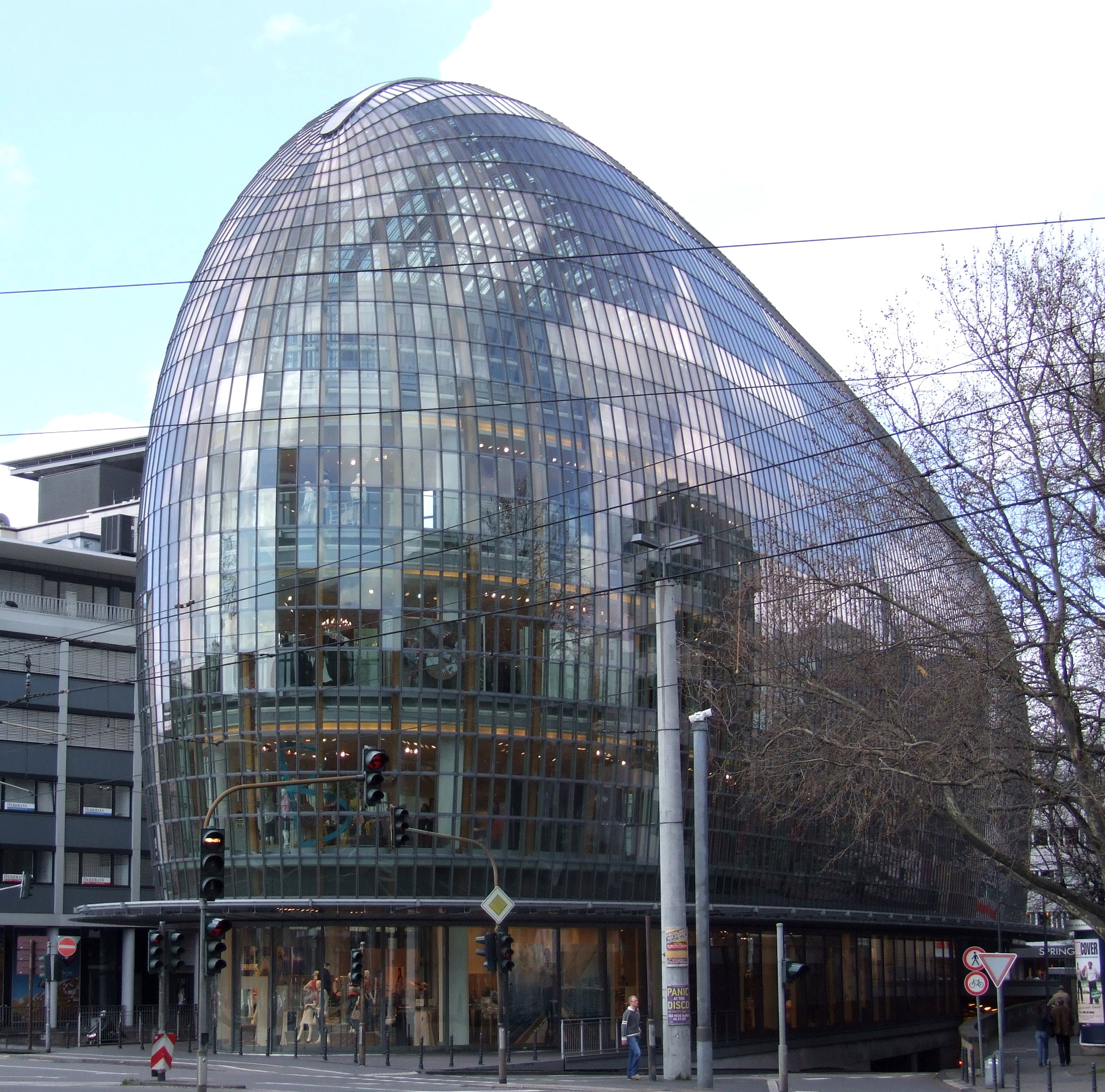
Кёльн
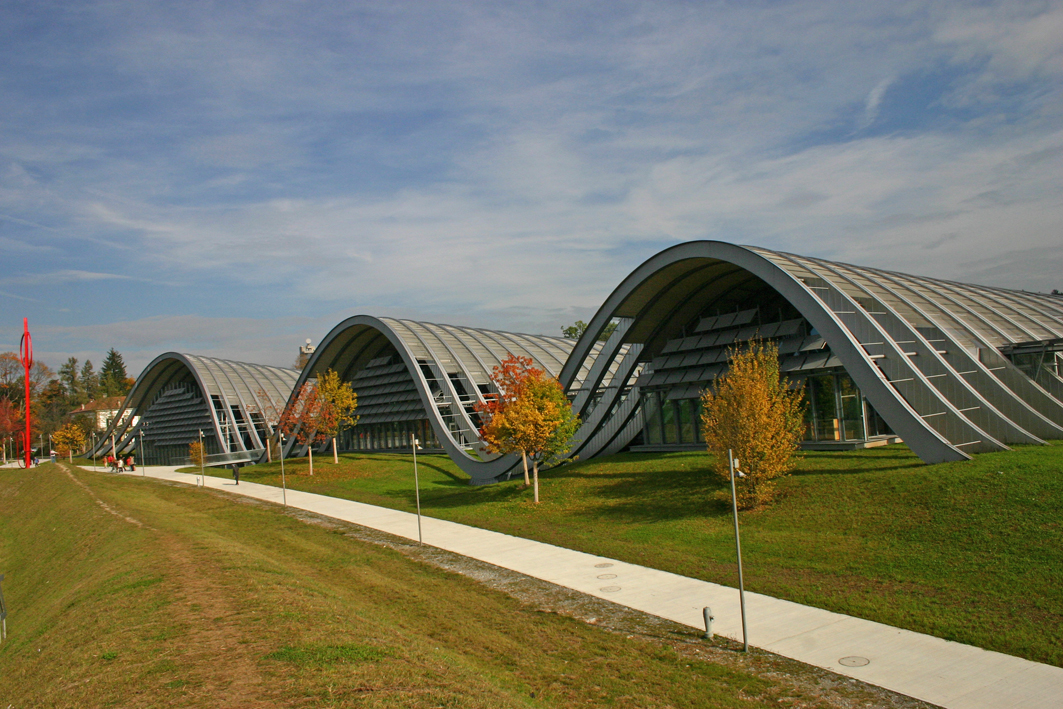
Центр Пауля Клее (Берн)